# Alexandru Solomon (general)
Alexandru Io(a)n Solomon (n. 25 februarie 1834, Craiova, Țara Românească – d. 14 ianuarie 1875, București, România) a fost un general român de divizie, comandant al Diviziei București și politician român, ultimul Ministru de Război al domnitorului Alexandru Ioan Cuza.

## Origini și familie
Alexandru Solomon s-a născut la Craiova în casa de pe strada Păltiniș nr. 1, care se păstrează și azi. A fost nepotul căpitanului Petre și fiul polcovnicului Ioan Solomon (1793-1859), fost ofițer rus precum cunoscut locotenent sub Tudor Vladimirescu, care a încercat în Revoluția Română din 1848, împreună cu colonelul Ioan Odobescu îndepărtarea guvernului provizoriu.
Viitorul general a fost căsătorit cu Sofia (d. 22 septembrie 1892), fiica marelui ban Constantin Ghica (6 iunie 1804 – d. 28 august 1867) și a soției sale Sultana Costescu (n. 11 mai 1809 – d. 20 august 1865). O soră, Eliza, a fost căsătorită cu bogatul Ștefan Petrovici-Armis, alta, Elena, măritată cu Lascăr Catargiu, a fost cunoscută în epocă sub supranumele „la belle Hélène”.

## Biografie
În anul 1852, tânărul Solomon și-a început studiile la Școala superioară de Infanterie din Viena, Imperiul Habsburgic, pe care le-a absolvit în 1854. După acea, ofițerul în rang de căpitan nu a frecventat vreo școală specială după cei doi ani din Viena, mult mai mult s-a dovedit autodidact în privința militară, sprijinindu-se și folosind multă practică. Dar desigur și viața militară a părintelui nu a fost defavorabilă carierei. Aceasta i-a creat reputația de a avea atavice tradițiuni de bun ostaș, pătruns de spiritul de disciplină și al ordinii. Astfel a avansat repede la gradul de maior și în același an înaintat la cel de colonel (1858). Pe timpul domniei lui Alexandru Ioan Cuza este colonel și comandant al aceluiași Regiment 1 de Infanterie, ce fusese comandat de tatăl său. Solomon a fost primit în 1861 de țarul Alexandru al II-lea al Rusiei, cercetând posibilitățile unui sprijin rusesc pentru obținerea unirii depline a principatelor române.
În ziua de 30 ianuarie 1866, colonelul Alexandru Solomon l-a înlocuit pe Savel Manu ca Ministru al Apărării Naționale în guvernul lui Nicolae Crețulescu, demisionând, din cauza răsturnării domniei principelui Cuza, nici măcar două săptămâni mai târziu, pe 11/23 februarie. Colonelul, care nu intrase în complot împotriva domnitorului și care era de temut, a fost arestat. El totuși a izbutit să evadeze și să ajungă la regimentul lui nr. 1 de infanterie, und s-a aflat în siguranță. Solomon a fost ultimul Ministru de Război al lui Cuza care a abdicat de asemenea în aceeași noapte.
În anul 1871, îl revedem pe Solomon ca general și comandantul Diviziei București, unde a scos armata din cazărmi împotriva studenților ieșiți în stradă pentru a demonstra contra serbării zilei de naștere al proaspătului împărat german Wilhelm I prin colonia germană în sala Slătineanu (ulterior Capșa) pe 22 martie. Manifestarea a fost purtată în primul rând de elemente filofranceze și antidinastice (a se înțelege antiprusace). Prin intervenția trupelor de infanterie și cavalerie, sub conducerea generalului a fost împrăștiată mulțimea care asediase, chiar dacă numai câteva ore, pe reprezentantul împăratului biruitor Joseph Maria Friedrich von Radowitz (1839-1912). Împrejurimile palatului au fost ocupate de soldați. Prin eforturile lui  Ion Ghica și Lascăr Catargiu a fost împiedicată o vărsare de sânge, dar generalul l-a acuzat pe Ghica „că demoralizează trupa prin șovăiala lui”. Urmarea a fost demisia politicianului la cererea domnitorului Carol I.
Solomon a murit timpuriu, la vârsta de nici măcar 41 de ani și este înmormântat la Colentina, în biserica familiei Ghika, Teiul Doamnei.